# Bruno Mascarenhas
Bruno Miguel Mascarenhas Antunes (født 16. juli 1981 i Lissabon) er en portugisisk-født italiensk tidligere roer.
Mascarenhas kom med i den italienske letvægtsfirer i 2002, i den periode, hvor den danske "Guldfirer" dominerede klassen, og da italienerne vandt VM-sølv i 2002, var det netop efter danskerne. Året efter vandt italienerne VM-bronze, hvor danskerne igen vandt konkurrencen.
Mascarenhas var sammen med Lorenzo Bertini, Catello Amarante og Salvatore Amitrano (der også havde været med i årene forinden) ved OL 2004 i Athen. Italienerne blev nummer to i deres indledende heat (efter Danmark) og vandt derpå deres semifinale. I finalen var Danmark endnu engang hurtigst, mens Australien blev nummer to og italienerne nummer tre.
Mascarenhas var fortsat med i letvægtsfireren, der vandt VM-bronze i 2005 og i 2007, mens de vandt EM-guld senere i 2007. Han roede også letvægtsfirer ved OL 2008 i Beijing, hvor italienerne vandt B-finalen og dermed blev nummer syv. I 2009 var han skiftet til letvægtsotteren, der blev verdensmestre i 2009 og europamestre i 2010. Ved VM 2010 var han tilbage i letvægtsfireren og var med til at vinde endnu en bronzemedalje. Året efter indstillede han karrieren.

## OL-medaljer
- 2004:  Bronze i letvægtsfirer